# بروتييز السيرين
بروتياز السيرين أو سيرين ايندوبيبتيداز (بالإنجليزية: Serine protease)‏هو مجموعة من الانزيمات التي تقوم بلتصق سلسلة سندات الببتيد في البروتينات، تعتبر السيرين بمثابة أليف النواة الأحماض الأمينية في (الإنزيم) في موقع نشط .

## المواقع
هذه الانزيمات موجودة بتواجد مطلق في كل من حقيقيات النوى وبدائيات النوى . وتقع سيرين البروتياز في فئتين رئيسيتين على أساس بنيتها: كيموتربسين مثل (التربسين الشبيهة) أو سبتيليزين . في البشر، وهي المسؤولة عن تنسيق وظائف فسيولوجية مختلفة، بما في ذلك الهضم، والاستجابة المناعية لها، تخثر الدم والتكاثر.

## آلية التحفيز
يذكر ان اللاعب الرئيسي في آلية التحفيز في الكيموتربسين وسبتيليزين(subtillisin )للانزيمات العشيرة أعلاه هو ثالوث الحفاز . يقع ثالوث في موقع نشط للانزيم، حيث يحدث التحفز، ويتم الحفاظ عليها في جميع الانزيمات لأنزيم سيرين البروتيني. وثالوث التحفيز هو هيكل منسق تتألف من ثلاثة الأساسية الأحماض الأمينية : الحامض الاميني (صاحب 57)، سيرين ( سر 195 ) (ومن هنا جاء اسم "سيرين البروتياز") و حمض الأسبارتيك (ASP 102). هذه الأحماض الأمينية الثلاثة الرئيسية كل تلعب دورا أساسيا في قدرة الشق في البروتياز.
في حين أن أعضاء الأحماض الأمينية للثالوث تقع بعيدة عن بعضها البعض على تسلسل البروتين، نظرا للطي، وأنها سوف تكون قريبة جدا من بعضها البعض في قلب الإنزيم. هندسة خاصة من أعضاء ثالوث هي مميزة جدا وظيفتها محددة: فقد تبين أن موقف أربع نقاط فقط من ثالوث تميز وظيفة الانزيم المحتوية.

## وصلات إضافية
- The ميروبس  [لغات أخرى]‏ online database for peptidases and their inhibitors: Serine Peptidase نسخة محفوظة 4 أبريل 2017 على موقع واي باك مشين.
- Serine Proteases site at جامعة سانت لويس (SLU)
- Serine+proteases في المكتبة الوطنية الأمريكية للطب نظام فهرسة المواضيع الطبية (MeSH).